# Sean Williams
Sean Christopher Williams (ur. 13 września 1986 w Houston) – amerykański koszykarz, występujący na pozycjach skrzydłowego lub środkowego.

## Kariera w NBA
Williams został wybrany z numerem 17 draftu NBA w 2007 roku przez New Jersey Nets.
Jako rookie (pierwszoroczniak) Williams konkurował z Joshem Boonem i Jasonem Collinsem o miejsce w składzie. Jednakże poprzez kontuzje innych zawodników oraz świetnie zagrane mecze przeciwko New Orleans Hornets i Boston Celtics, dostał się do pierwszej piątki w meczu z Orlando Magic, 16 listopada 2007. Niedługo potem po kontuzji wrócił do gry Nenad Krstić i Williams ponownie został rezerwowym. 29 grudnia 2008, Williams  został wypożyczony do zespołu D-League, Colorado 14ers. 22 stycznia 2009, Sean Williams powrócił do zespołu z New Jersey. W kwietniu 2012 roku podpisał kontrakt z Boston Celtics.
27 września 2017 został zawodnikiem tureckiego Gaziantep Basketbol.

## Osiągnięcia
Na podstawie, o ile nie zaznaczono inaczej.
NCAA
- Uczestnik rozgrywek:
  - Sweet Sixteen turnieju NCAA (2006)
  - turnieju NCAA (2005–2007)
- Mistrz sezonu regularnego Big East (2005)
- Zaliczony do I składu pierwszoroczniaków konferencji Big East (2005)

NBA
- Uczestnik Rising Stars Challenge (2008)

Indywidualne
- Uczestnik meczu gwiazd D-League (2011)
- Zaliczony do:
  - I składu defensywnego D-League (2011, 2012)
  - III składu D-League (2011, 2012)
- Zwycięzca konkursu wsadów chińskiej ligi CBA (2010)
- Lider w blokach D-League (2009, 2011)

## Statystyki w NBA
Na podstawie Basketball-Reference.com (ang.)

### Sezon regularny
| Sezon   | Drużyna    | M   | S5 | MPG  | FG%   | 3P%  | FT%   | RPG | APG | SPG | BPG | PPG |
| ------- | ---------- | --- | -- | ---- | ----- | ---- | ----- | --- | --- | --- | --- | --- |
| 2007/08 | New Jersey | 73  | 29 | 17,5 | 53,8% | –    | 60,9% | 4,4 | 0,4 | 0,4 | 1,5 | 5,6 |
| 2008/09 | New Jersey | 33  | 0  | 11,1 | 41,7% | –    | 62,5% | 2,4 | 0,4 | 0,2 | 0,9 | 2,4 |
| 2009/10 | New Jersey | 20  | 0  | 11,4 | 42,9% | 0,0% | 52,6% | 2,3 | 0,1 | 0,4 | 1,0 | 2,6 |
| 2011/12 | Dallas     | 8   | 0  | 8,1  | 75,0% | –    | 83,3% | 1,6 | 0,3 | 0,1 | 0,6 | 3,6 |
| 2011/12 | Boston     | 3   | 0  | 14,0 | 33,3% | –    | 100%  | 4,0 | 1,0 | 1,0 | 1,0 | 3,7 |
| Razem   |            | 137 | 29 | 14,4 | 51,1% | 0,0% | 62,4% | 3,4 | 0,3 | 0,3 | 1,2 | 4,2 |

### Play-offy
| Sezon | Drużyna | M | S5 | MPG | FG% | 3P% | FT% | RPG | APG | SPG | BPG | PPG |
| ----- | ------- | - | -- | --- | --- | --- | --- | --- | --- | --- | --- | --- |
| 2012  | Boston  | 2 | 0  | 3,0 | –   | –   | –   | 0,5 | 0,0 | 0,0 | 0,0 | 0,0 |
| Razem |         | 2 | 0  | 3,0 | –   | –   | –   | 0,5 | 0,0 | 0,0 | 0,0 | 0,0 |